# Southern Cross-universiteit
De Southern Cross-universiteit (Engels: Southern Cross University, afgekort SCU) is een openbare universiteit in Australië. De universiteit heeft drie vestigingen in New South Wales; in Lismore, Coffs Harbour en Tweed Heads.
Het is een regionale universiteit met meer dan 14.000 studenten. Hieronder bevinden zich ook buitenlandse studenten uit ongeveer 50 landen. De universiteit biedt opleidingen op het gebied van kunst, sociale wetenschappen, bedrijfseconomie, toerisme, rechtsgeleerdheid, gezondheid en milieukunde.
De universiteit werd opgericht op 1 januari 1994, na de decentralisatie van het netwerk van de  University of New England. Deze universiteit had meerdere campussen, opgericht in 1989.

## Faculteiten
- Faculteit kunst en wetenschappen
  - School voor kunst en sociale wetenschappen
  - School voor pedagogiek
  - School voor milieuwetenschappen en management.
  - Gnibi College van Inheemse Australische bevolking.
  - School voor gezondheid en menselijke wetenschappen
    - Department Psychologie
    - Department Sport
    - Department Natuurlijke en Complementaire medicijnen
    - Department Verzorging en gezondheidszorg.

- Faculteit bedrijfseconomie en rechtsgeleerdheid
  - School voor commercie en management
  - School voor toerisme en horeca
  - School voor rechtsgeleerdheid
  - Graduate College voor management
  - De Hotelschool, Sydney.